# شفیق بوعود
شفیق بوعود (انگلیسی: Chafik Bouaoud؛ زادهٔ ۱۲ فوریهٔ ۱۹۹۹) تیرانداز اهل الجزایر است.